# Îles Cavalli
Les îles Cavalli sont un groupe d'îles situées à proximité de Whangaroa, au nord de la Nouvelle-Zélande, à 3 km à l'est de Matauri Bay.
Elles ont été nommées ainsi par James Cook qui les a découvertes en 1769 lors de son premier voyage.
En décembre 1987, l'épave du Rainbow Warrior I qui avait été coulée à Auckland y a été remorquée et immergée, elle est utilisée comme sanctuaire marin et site de plongée sous-marine,.